# LAY YOUR HANDS ON ME
「LAY YOUR HANDS ON ME」（レイ・ユア・ハンズ・オン・ミー）は、日本のロックユニットBOOM BOOM SATELLITESの9thシングル。2016年6月22日発売。

## 概要
アルバム「SHINE LIKE A BILLION SUNS」以来1年4か月ぶりとなる作品。川島道行の脳腫瘍の症状が進行し、グループとしての活動継続が困難になったことから、2016年5月31日に本作のリリースをもってBOOM BOOM SATELLITESの活動終了を表明。グループにとって最後の作品となった。収録曲数からシングルとして扱われているが、本人たちはアルバムの意識で制作したとしており、中野雅之は「『遂に10枚目のアルバムが完成した』と、僕は言い切ってしまおうと思います」と語っている。
発売に先行して、アニメ「キズナイーバー」用に編集された「LAY YOUR HANDS ON ME ―TV MIX―」が2016年4月17日に配信された。
初回生産限定盤と通常盤の2形態で発売された。初回盤はCDに加え、「LAY YOUR HANDS ON ME」「STARS AND CLOUDS」のPV、本作の全収録曲のハイレゾ/MP3データが収録されたBlu-ray Disc、平間至が撮影したBOOM BOOM SATELLITES撮り下ろしフォトブック、ポスター型ディスコグラフィーがセットになったスペシャルパッケージとなっている。通常盤は初回仕様として、「キズナイーバー」描きおろしワイドキャップステッカーが付属する。
発売から4か月後の2016年10月9日に川島道行が脳腫瘍のため死去。本作が彼の遺作となった。

## 収録曲
- 全作詞・作曲・編曲：BOOM BOOM SATELLITES

1. LAY YOUR HANDS ON ME (6:01)
テレビアニメ「キズナイーバー」オープニングテーマ
PVには川島の娘が出演している。これがBOOM BOOM SATELLITESとして制作した最後のPVとなった。「MTV VMAJ 2016」にて、「Best Dance Video」を受賞。
2. STARS AND CLOUDS (5:18)
PVが制作されている。
3. FLARE (4:35)
インストゥルメンタル曲。
もともとは川島が次曲の「NARCOSIS」をこの曲のタイトルとしてつけていたが、「この曲はもっと晴れやかで、天にも舞うようなポジティブなフィーリングがあるんじゃないか」と感じた中野の提案により現在のタイトルになった[4]。
4. NARCOSIS (6:47)
インストゥルメンタル曲。タイトルは日本語で「昏睡」を意味する。
「FLARE」のタイトル変更の後、中野によって新たに制作された。「この言葉をテーマに自分が描くイメージ、それは決してネガティブなことじゃない。始まったものが終わり、また始まりを迎える、その最終局面にNARCOSISがあると思った。この曲が普遍的に聴かれるものだとしたら、それはとても心穏やかな状態だと思うし、次に何かをするための準備時間と受け取る人もいるんじゃないかと思ったんです。僕はそういった晴れやかな気持ちでこの曲を作りました」と中野は語っている[4]。